# Nerf (théorie des catégories)
Pour les articles homonymes, voir Nerf (homonymie).
En mathématiques, et plus particulièrement en théorie des catégories, le nerf {\displaystyle N(C)} d'une petite catégorie {\displaystyle C} est un ensemble simplicial construit à partir des objets et des morphismes de {\displaystyle C}. La réalisation géométrique de cet ensemble simplicial est un espace topologique, appelé  l'espace classifiant de la catégorie {\displaystyle C}. Ces objets étroitement liés peuvent fournir des informations sur certaines catégories familières et utiles à l'aide de la topologie algébrique, le plus souvent la théorie de l'homotopie.

## Motivation
Le nerf d'une catégorie est souvent utilisé pour construire des versions topologiques d'espaces de modules. Si {\displaystyle X} est un objet de {\displaystyle C}, ses espaces de modules devrait d'une certaine manière encoder tous les objets isomorphes à {\displaystyle X} et garder une trace des différents isomorphismes entre tous les objets de cette catégorie. Cela peut devenir assez compliqué, surtout si les objets ont beaucoup d'automorphismes différents de l'identité. Le nerf fournit une manière combinatoire d'organiser ces données. Depuis que les ensembles simpliciaux ont une bonne théorie de l'homotopie, on peut se poser des questions sur la signification des différents groupes d'homotopie {\displaystyle \pi _{n}(N(C))}. On espère que les réponses à ces questions fournissent des informations intéressantes à propos de la catégorie d'origine {\displaystyle C}, ou sur des catégories reliées.
La notion de nerf est une généralisation directe de la notion classique d'espace classifiant d'un groupe discret ; voir ci-dessous pour plus de détails.

## Construction
Soit {\displaystyle C} une petite catégorie. Il y a un 0-simplexe de {\displaystyle N(C)} pour chaque objet de {\displaystyle C}. Il y a un 1-simplexe pour chaque morphisme {\displaystyle f:x\to y} dans {\displaystyle C}. Supposons que {\displaystyle f:x\to y} et {\displaystyle g:y\to z} sont des morphismes dans {\displaystyle C}. Alors il y a également leur composition {\displaystyle g\circ f:x\to z}.
Le diagramme suggère notre ligne de conduite : ajouter un 2-simplexe pour ce triangle commutatif. Tous les 2-simplexes de {\displaystyle N(C)} proviennent d'une paire de morphismes composables de cette façon.
En général, {\displaystyle N(C)_{k}} est composé des {\displaystyle k}-uplets de morphismes composables
{\displaystyle A_{0}\to A_{1}\to A_{2}\to \cdots \to A_{k-1}\to A_{k}}
de {\displaystyle C}. Pour achever la définition de {\displaystyle N(C)} comme un ensemble simplicial, on doit également spécifier les applications faces et dégénérescences. Elles sont aussi fournies par la structure de {\displaystyle C} en tant que catégorie. Les applications faces
{\displaystyle d_{i}\colon N(C)_{k}\to N(C)_{k-1}}
sont donnés par la composition des morphismes au {\displaystyle i}e objet (ou par le retrait de du {\displaystyle i}e objet de la suite, lorsque {\displaystyle i} vaut {\displaystyle 0} ou {\displaystyle k}). Cela signifie que {\displaystyle d_{i}} envoie le {\displaystyle k}-uplet
{\displaystyle A_{0}\to \cdots \to A_{i-1}\to A_{i}\to A_{i+1}\to \cdots \to A_{k}}
sur le {\displaystyle (k-1)}-uplet
{\displaystyle A_{0}\to \cdots \to A_{i-1}\to A_{i+1}\to \cdots \to A_{k}.}
C'est-à-dire, l'application {\displaystyle d_{i}} compose les morphismes {\displaystyle A_{i-1}\to A_{i}} et {\displaystyle A_{i}\to A_{i+1}} en le morphisme {\displaystyle A_{i-1}\to A_{i+1}}, ce qui donne un {\displaystyle (k-1)}-uplet pour chaque {\displaystyle k}-uplet.
De même, les applications dégénérescences
{\displaystyle s_{i}:N(C)_{k}\to N(C)_{k+1}}
sont données par l'insertion d'un morphisme identité à l'objet {\displaystyle A_{i}}.
Les ensembles simpliciaux peuvent également être considérées comme des foncteurs {\displaystyle \Delta ^{op}\to ~}Set, où {\displaystyle \Delta } est la catégorie des ensembles finis totalement ordonnés et des morphismes préservant l'ordre. Chaque ensemble partiellement ordonné {\displaystyle P} donne une (petite) catégorie {\displaystyle i(P)} dont les objets sont les éléments de {\displaystyle P} et avec un unique morphisme de {\displaystyle p} à {\displaystyle q} lorsque {\displaystyle p\leq q} dans {\displaystyle P}. On obtient ainsi un foncteur {\displaystyle i} de la catégorie {\displaystyle \Delta } à la catégorie des petites catégories. Nous pouvons maintenant décrire le nerf de la catégorie {\displaystyle C} comme étant le foncteur {\displaystyle \Delta ^{op}\to ~}Set
{\displaystyle N(C)(?)=\mathrm {Fun} (i(?),C).}
Cette description du nerf rend la fonctorialité transparente ; par exemple, un foncteur entre deux petites catégories {\displaystyle C} et {\displaystyle D} induit une application d'ensembles simpliciaux {\displaystyle N(C)\to N(D)}. En outre, une transformation naturelle entre deux foncteurs induit une homotopie entre les applications induites. Cette observation peut être considérée comme le début du principe de la théorie des catégories supérieures. Il s'ensuit que des foncteurs adjoints induisent des équivalences d'homotopie. En particulier, si {\displaystyle C} admet un objet initial ou final, son nerf est contractile.